# Bundesratswahl 1967
Am 14. Dezember 1967 fanden in der Schweiz die Gesamterneuerungswahlen des Bundesrates statt. Die beiden Kammern des neu gewählten Parlaments, die Vereinigte Bundesversammlung, wählten die Schweizer Regierung, den Bundesrat, für die von 1968 bis 1971 dauernde Amtszeit. Die Sitze wurden einzeln in der Reihenfolge des Amtsalters der Sitzinhaber bestellt. Da es keine Rücktritte aus dem Bundesrat gab, kam es zu keinen Ersatzwahlen.

## Wahlen

### Erste Wahl (Sitz von Willy Spühler, SP)

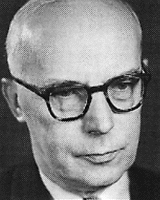
Willy Spühler

Willy Spühler (SP) wurde am 17. Dezember 1959 zum Bundesrat gewählt. Spühler war von 1960 bis 1962 Vorsteher des Post- und Eisenbahndepartements, von 1963 bis 1965 Vorsteher des Verkehrs- und Energiewirtschaftsdepartements und von 1966 bis 1970 Vorsteher des Politischen Departements.
|                         | 1. Wahlgang |
| ----------------------- | ----------- |
| ausgeteilte Wahlzettel  | 241         |
| eingegangene Wahlzettel | 241         |
| leer/ungültig           | 54/0        |
| gültig Total            | 187         |
| absolutes Mehr          | 94          |
| Willy Spühler           | 170         |
| Verschiedene            | 17          |

### Zweite Wahl (Sitz von Ludwig von Moos, KCV)

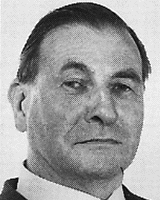
Ludwig von Moos

Ludwig von Moos (KCV)  wurde am 17. Dezember 1959 zum Bundesrat gewählt. Bundesrat von Moos war dann von 1960 bis 1971 Vorsteher des Justiz- und Polizeidepartements.
|                         | 1. Wahlgang |
| ----------------------- | ----------- |
| ausgeteilte Wahlzettel  | 241         |
| eingegangene Wahlzettel | 241         |
| leer/ungültig           | 64/0        |
| gültig Total            | 177         |
| absolutes Mehr          | 89          |
| Ludwig von Moos         | 162         |
| Verschiedene            | 15          |

### Dritte Wahl (Sitz von Hans-Peter Tschudi, SP)

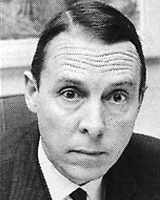
Hans-Peter Tschudi

Hans-Peter Tschudi (SP) wurde am 17. Dezember 1959 zum Bundesrat gewählt. Tschudi war dann von 1960 bis 1973 Vorsteher des Departements des Innern.
|                         | 1. Wahlgang |
| ----------------------- | ----------- |
| ausgeteilte Wahlzettel  | 242         |
| eingegangene Wahlzettel | 240         |
| leer/ungültig           | 49/0        |
| gültig Total            | 191         |
| absolutes Mehr          | 96          |
| Hans-Peter Tschudi      | 171         |
| Verschiedene            | 20          |

### Vierte Wahl (Sitz von Hans Schaffner, FDP)

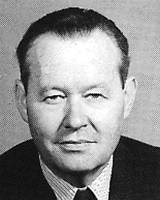
Hans Schaffner

Hans Schaffner (FDP) wurde am 15. Juni 1961 zum Bundesrat gewählt. Schaffner war zwischen 1962 und 1969 Vorsteher des Volkswirtschaftsdepartements.
|                         | 1. Wahlgang |
| ----------------------- | ----------- |
| ausgeteilte Wahlzettel  | 241         |
| eingegangene Wahlzettel | 240         |
| leer/ungültig           | 58/0        |
| gültig Total            | 182         |
| absolutes Mehr          | 92          |
| Hans Schaffner          | 162         |
| Verschiedene            | 20          |

### Fünfte Wahl (Sitz von Roger Bonvin, KCV)

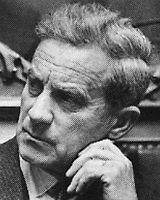
Bundesrat Roger Bonvin im Nationalrat

Roger Bonvin (KCV/CVP) wurde am 27. September 1962 zum Bundesrat gewählt. Bonvin war dann zwischen 1962 und 1968 Vorsteher des Finanz- und Zolldepartements und zwischen 1968 und 1973 Vorsteher des Verkehrs- und Energiewirtschaftsdepartements.
|                         | 1. Wahlgang |
| ----------------------- | ----------- |
| ausgeteilte Wahlzettel  | 242         |
| eingegangene Wahlzettel | 241         |
| leer/ungültig           | 64/0        |
| gültig Total            | 177         |
| absolutes Mehr          | 89          |
| Roger Bonvin            | 151         |
| Verschiedene            | 26          |

### Sechste Wahl (Sitz von Rudolf Gnägi, BGB)

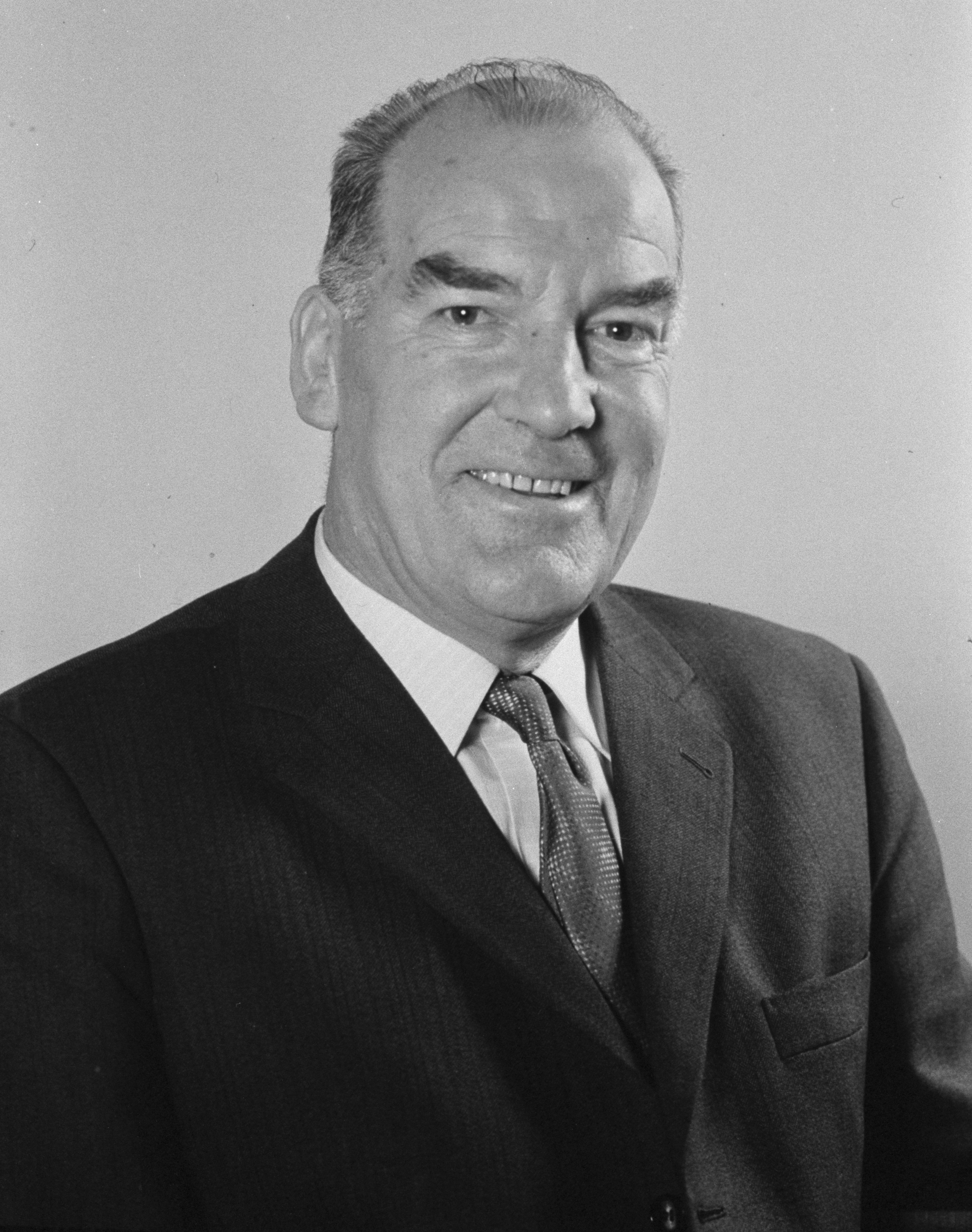
Rudolf Gnägi

Rudolf Gnägi (BGB) wurde am 8. Dezember 1965 zum Bundesrat gewählt. Gnägi war zwischen 1966 und 1968 Vorsteher des Verkehrs- und Energiewirtschaftsdepartements und zwischen 1969 und 1979 Vorsteher des Militärdepartements (ab 1979 Eidgenössisches Militärdepartement). 
|                         | 1. Wahlgang |
| ----------------------- | ----------- |
| ausgeteilte Wahlzettel  | 242         |
| eingegangene Wahlzettel | 240         |
| leer/ungültig           | 66/0        |
| gültig Total            | 174         |
| absolutes Mehr          | 88          |
| Rudolf Gnägi            | 152         |
| Verschiedene            | 22          |

### Siebte Wahl (Sitz von Nello Celio, FDP)

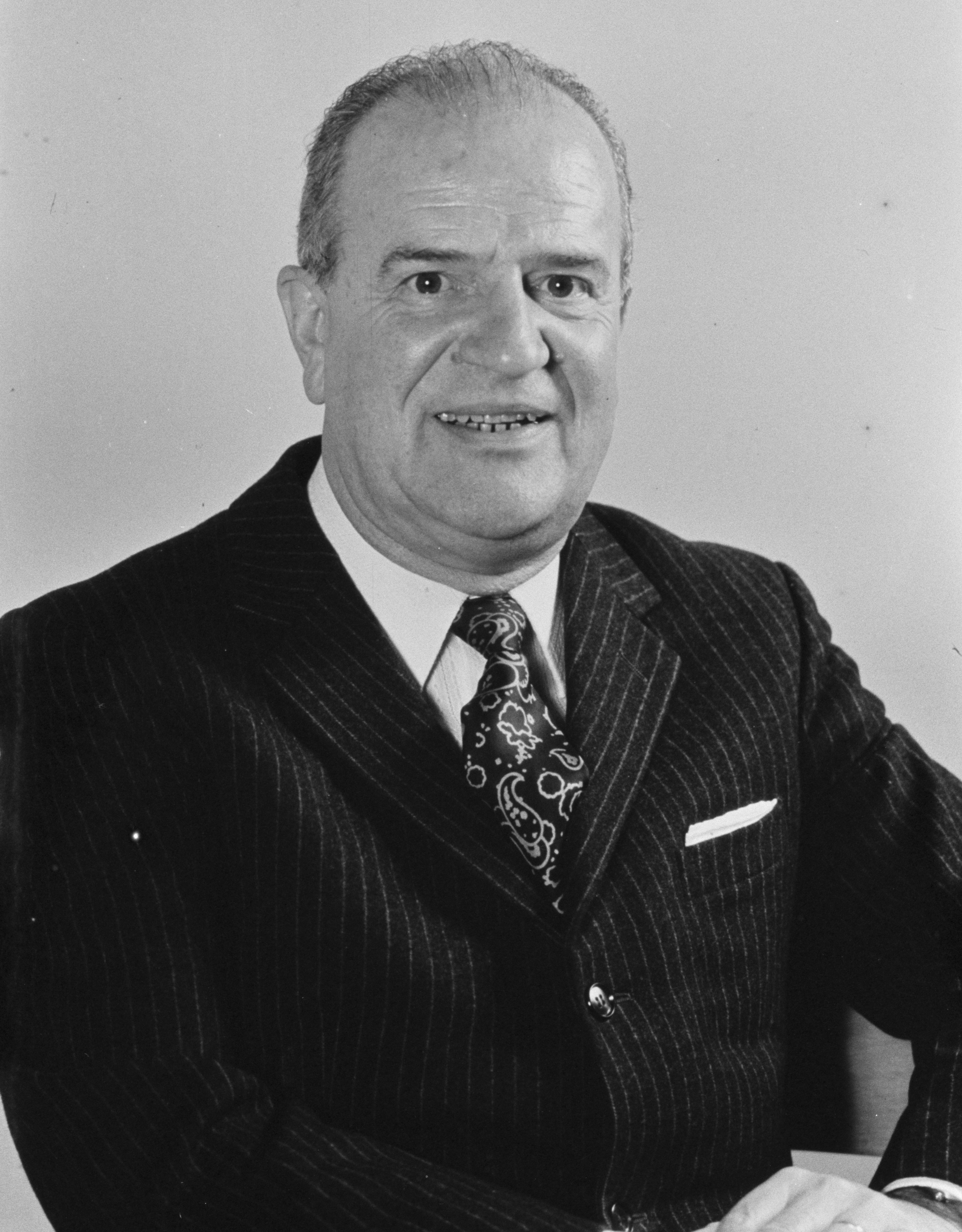
Nello Celio

Nello Celio (FDP) wurde am 14. Dezember 1966 zum Bundesrat gewählt. Celio war 1967 und 1968 Vorsteher des Militärdepartements und zwischen 1969 und 1979 Vorsteher des Finanz- und Zolldepartements.
|                         | 1. Wahlgang |
| ----------------------- | ----------- |
| ausgeteilte Wahlzettel  | 239         |
| eingegangene Wahlzettel | 239         |
| leer/ungültig           | 40/0        |
| gültig Total            | 199         |
| absolutes Mehr          | 100         |
| Nello Celio             | 180         |
| Verschiedene            | 19          |

## Wahl des Bundeskanzlers

Karl Huber (1971)

Der amtierende Bundeskanzler Charles Oser (FDP) stellte sich nicht mehr zur Wiederwahl. Karl Huber KCV/CVP wurde bereits im 1. Wahlgang gewählt. Zahlreiche Stimmen erhielten Vizekanzler Felix Weber (FDP) und Hans Brühwiler, Generalsekretär der Bundesversammlung.
|                         | 1. Wahlgang |
| ----------------------- | ----------- |
| ausgeteilte Wahlzettel  | 237         |
| eingegangene Wahlzettel | 236         |
| leer/ungültig           | 6/0         |
| gültig Total            | 230         |
| absolutes Mehr          | 116         |
| Karl Huber              | 126         |
| Felix Weber             | 51          |
| Hans Brühwiler          | 45          |
| Verschiedene            | 8           |

## Wahl des Bundespräsidenten
Willy Spühler (SP) wurde mit 148 Stimmen zum Bundespräsidenten für das Jahr 1968 gewählt.
|                         | 1. Wahlgang |
| ----------------------- | ----------- |
| ausgeteilte Wahlzettel  | 239         |
| eingegangene Wahlzettel | 239         |
| leer/ungültig           | 59/6        |
| gültig Total            | 174         |
| absolutes Mehr          | 88          |
| Willy Spühler           | 148         |
| Verschiedene            | 26          |

## Wahl des Vizepräsidenten
Ludwig von Moos (KCV/CVP) wurde mit 145 Stimmen zum Vizepräsidenten gewählt.
|                         | 1. Wahlgang |
| ----------------------- | ----------- |
| ausgeteilte Wahlzettel  | 237         |
| eingegangene Wahlzettel | 237         |
| leer/ungültig           | 73/3        |
| gültig Total            | 161         |
| absolutes Mehr          | 81          |
| Ludwig von Moos         | 145         |
| Verschiedene            | 16          |